# Jacques Berne
Pour l’article homonyme, voir Berne (homonymie).
Jacques Berne, né au Havre le 2 août 1924 où il est mort le 26 août 2007, est un écrivain et essayiste Français. Il est un proche de Jean Dubuffet avec qui il a entretenu une correspondance. Leurs liens ont fait l'objet d'une exposition au MuMa en 2012 : Le poète et le voltigeur. Jacques Berne et Jean Dubuffet, 40 ans d’amitié.

## Œuvres
- Le Flux même : et autres poèmes, Paris, Éditions Saint-Germain-des-Prés, coll. « Collection blanche », 1976, (ISBN 2-243-00244-2)
- Il y a, Jean Dubuffet (ill.), [Montpellier], Fata Morgana, 1979
- Voici qu'ici, Jean Dubuffet (ill.), Montpellier, Fata Morgana, 1979
- Poèmes, Jean Dubuffet (ill.), Paris, [Jean Dubuffet], 1980
- Le cœur au repos, Jacques Soisson (ill.), Paris, M. Bon, [1980]
- Le cœur en fête, Jean Dubuffet (ill.), Gourdon, D. Bedou, coll. « Deleatur », no 16, 1984, (ISSN 0751-4905)